# Henryk Skowron
Henryk Skowron (ur. 11 listopada 1910 w Lipinach, zm. ?) – polski górnik, poseł na Sejm PRL II i III kadencji.

## Życiorys
Uzyskał wykształcenie podstawowe. Został górnikiem, pracował jako sztygar oddziałowy w Kopalni Węgla Kamiennego „Matylda” w Lipinach. Należał do Polskiej Zjednoczonej Partii Robotniczej, w 1957 i 1961 uzyskiwał mandat posła na Sejm PRL w okręgu Chorzów. W parlamencie zasiadał kolejno w Komisji Przemysłu Ciężkiego, Chemicznego i Górnictwa, a następnie w Komisji Komunikacji i Łączności.